# Christoffer Urne (rigskansler)
 Der er flere personer med dette navn, se Christoffer Urne.
H.E. Christoffer Knudsen Urne (26. oktober 1594 – 27. september 1663 på Nielstrup på Lolland), statholder i Norge, rigskansler.
Han var søn af lensmand Knud Axelsen Urne og Margrethe Eilertsdatter Grubbe og dermed bror til Frederik Knudsen Urne, til Eiler Urne til Rudbjerggaard, landsdommer Axel Knudsen Urne til Rygård, rigsråd Sivert Knudsen Urne til Rårup og rigsmarsk Jørgen Knudsen Urne.
Efter han siden 1605 havde læst på Sorø Skole rejste han 1609-15 i Tyskland, Schweiz og Frankrig. Ved sin hjemkomst blev han sekretær i kancelliet, indtil han i 1617 blev rentemester, hvilket han var frem til 1627.
Den 18. juli 1624 blev han gift med Sophie Hansdatter Lindenov (15. november 1608 – 4. september 1652), datter af Hans Johansen Lindenov til Gavnø og Lisbeth Sophie Rantzau. De blev i 1628 forældre til sønnen Christian Urne (1628-1669), senere landsdommer på Fyn.
Han havde allerede fra 1622 havde haft kronens rest af Svendstrup Len (den største del var blevet mageskiftet til Roskilde Kapitel) og blev i 1627 forlenet med Ålholm og fik tilsynet med købstæderne på Lolland og Falster. I 1629 blev han optaget i rigsrådet og blev statholder i Norge og fik Akershus Len. Denne stilling beholdt han til 1642, da han i stedet fik Tranekær.
Ved begyndelsen af svenskekrigene blev han en af dem, der fik tilsyn med Fyn og Langeland. I 1645 var han en af fredskommissærerne i Brömsebro og fik samme år Dragsholm Len, og i 1646 blev han rigskansler, hvilket han allerede havde fungeret som i 1643 ved Just Høgs fravær som gesandt i Osnabrück.
Han fulgte i 1646 Christian 4. til Norge, var samme år en modstander af landkommissærernes stigende magt og det følgende år medlem af en kommission, der blev
nedsat til at afgive betænkning om finansernes tilstand.
Under forhandlingerne om Frederik 3.'s håndfæstning i 1648 blev han regnet blandt dem, der ikke ønskede kongens magt begrænset alt for stærkt; men han blev alligevel i 1658 anset for at høre til den del af rigsrådet, der så med mistillid til kongens enevoldsplaner.
Samme år fik han Lyse Kloster Len i Norge i stedet for Dragsholm, indtil han
i 1659 fik Halsnø Kloster og Hardanger Len. På stændermødet i 1660 overgav han 17. oktober adelens krav om dens privilegier til kongen og bar kronen ved arvehyldingen den følgende dag. Dermed var hans politiske rolle dog også udspillet. Han trådte tilbage som rigskansler og døde i 1663.
| Efterfulgte: Jens Juel | Dansk statholder i Norge 1629 – 1642 | Efterfulgtes af: Hannibal Sehested |